# خوان أندريس
خوان أندريس (بالإسبانية: Juan Andrés)‏ هو قسيس وأمين مكتبة وبروفيسور ومؤرخ وكاتب وفيلسوف إسباني، ولد في 15 فبراير 1740 في Planes, Spain ‏ في إسبانيا، وتوفي في 10 يناير 1817 في روما في إيطاليا.